# Stanislas Cotton
 (avril 2025).
Pour les articles homonymes, voir Cotton.
Stanislas Cotton (né en 1963) est un auteur dramatique belge.

## Biographie
Premier prix d'art dramatique au Conservatoire royal de Bruxelles, il a travaillé durant une douzaine d'années comme comédien au sein de la mouvance des jeunes compagnies.
Sa participation active au mouvement des États généraux du Jeune Théâtre a certainement nourri son écriture d'une dimension sociale et politique. Il a participé au sein de RépliQ (association d'auteurs qu'il présida en 1997 et 1998) à plusieurs initiatives visant à promouvoir l'écriture contemporaine.
Depuis le début des années 1990, il se consacre entièrement à l’écriture dramatique. Il a obtenu, à Bruxelles, le prix du Théâtre 2001 du meilleur auteur pour Bureau national des allogènes et, la même année, le prix SACD de la création théâtrale ; il a également reçu pour ce texte une bourse d'encouragement de la DMDTS (France) en 2006. De nombreuses pièces de son répertoire ont été créées.
Il a également participé à une résidence d’auteurs au Québec, en 2003, à l’invitation du Centre des auteurs dramatiques, ainsi qu’à une résidence à Beyrouth en novembre 2005 à l’invitation de l’association Écritures vagabondes.
Il a présidé le jury du Prix d’écriture théâtrale de la ville de Guérande durant la saison 2007–2008 et il a été finaliste du prix Sony Labou Tansi des lycéens 2008 avec Bureau national des allogènes.
Il a obtenu l'aide à la création du Centre national du Théâtre en 2008 pour Si j'avais su j'aurais fait des chiens.
Il a obtenu une bourse de création de la Promotion des lettres de la Communauté française de Belgique pour l'écriture de son second roman La moitié du jour il fait nuit.
Il a été l'« auteur engagé » par le théâtre de l'Est parisien pour la saison 2008–2009.
Finaliste du prix Sony Labou Tansi des lycéens en 2012–2013 avec Le petit boucher
Il était l'auteur associé au Théâtre du Peuple – Maurice Pottecher de Bussang pour la saison 2012–2013
Lauréat des Journées de Lyon des auteurs de Théâtre en 1999 et en 2013 – Finaliste du Prix Collidram 2015.
Finaliste du prix de la dramaturgie francophone SACD 2015 avec La Profondeur des forêts.
Finaliste du grand prix de littérature dramatique ARTCENA 2016 avec Et dans le trou de mon coeur, le monde entier.
Prix Annick Lansman 2020
Grand Prix des Arts du Spectacle de l'Académie de langue et de littérature de Belgique 2020

## Œuvres
Son théâtre est publié aux éditions Lansman et Théâtrales. Dernières parutions :
- Ce que baleine veut, Lansman 2021
- Mes papas, l'ogre et moi, (Prix Annick Lansman 2020 et Grand Prix des Arts du Spectacle de l'Académie Royale de langue et de littérature de Belgique 2020), Lansman (2020)
- Le complexe de Robinson, Lansman 2019
- La Profondeur des forêts, Lansman, 2018
- Et dans le trou de mon cœur, le monde entier, Lansman, 2015
- La Gêne du clown, Lansman, 2014
- La Princesse, l'Ailleurs et les Sioux, Théâtrales, 2013
- Le roi Bohème - Clod et son Auguste, Lansman, 2013
- Et si nos pas nous portent, Lansman, 2013
- Va jusqu'où tu pourras, avec Sedef Ecer et Michel Bellier, Lansman, 2013
- Les remparts d'Europe, in Terres et territoires, Théâtre du Peuple - Bussang 2012
- Le Petit Boucher, Lansman, 2011
- Le Sourire de l'ange in La scène aux ados 7, Lansman, 2011
- La Dictée (2009)
- Tango lumbago in Nouveaux Désordres européens (2009)

- Petites Pièces pour dire le monde (2009) : Coro Nero, Le rapport des enfants sur l'état du monde, Le Ministère des intérieurs
- Le ventre de la balaine, Lansman (2008)

- La Révolution et autres petits drames, Bela, 2008 (www.bela.be)
- Falbafiols et mestoubafs, Bela 2008 (www.bela.be)
- Eden, Bela, 2008 (www.bela.be)
- Bureau national des Allogènes (réimpression 2007)
- Le Ministère des intérieurs (2006)
- Tango, etc., Liban été 2006, éditions du Cerisier, 2007
- Le Ministère des intérieurs : théâtre, dans La scène aux ados 3, Lansman, 2006
- Si j'avais su j'aurais fait des chiens : théâtre, Lansman, 2005
- Quelles nouvelles, Apolline ? : nouvelle, dans Les Dernières Nouvelles de Rome, La Procure-Palombi editori, 2004
- L'Humanité plage : théâtre, Lansman, 2004
- Le Rapport des enfants sur l'état du monde : théâtre, in La scène aux ados 1, Lansman, 2004
- Orphéon et le raton laveur : théâtre, Lansman, 2004
- Le A : théâtre, dans Sans état d'âme, Éditions du Cerisier, 2003
- Appoline Lonlère à Rome : théâtre, Lansman, 2002
- Les Dents : théâtre, Lansman, 2002
- Le Sourire de Sagamore : théâtre, Lansman, 2002
- Bureau national des allogènes : théâtre, Lansman, 2001, (réimpression 2007)

Ses romans  :
- La Compagnie de l’éphémère, Luce Wilquin (2006)
- La moitié du jour, il fait nuit, Luce Wilquin (2011)
- Rosalinde Miller, Luce Wilquin (2014)
- Un fou dans la manche, Luce Wilquin (2015)
- Le joli monde, Murmure des soirs (2020)
- Léa, l'été, Murmure des soirs (2022)